# Севилья (тайфа)
Тайфа Севилья — независимое мусульманское государство, появившееся в Аль-Андалусе в 1023 году в результате распада Кордовского халифата и захваченное Альморавидами в 1091 году. В XI веке тайфа Севилья стала одним из культурных центров Аль-Андалуса. Там проживало много писателей. Эмиры Аль-Мутадид и его сын Аль-Мутадид оказывали покровительство искусствам.

## Тайфа Севилья

### Возникновение
Тайфа Севилья стала одной из последних территорий, подчинявшихся Кордовскому халифу. Это стало возможно так как Севилья внутри халифата пользовалась определенной автономией, чему не мешали ни берберы, ни «сакалиба». Севильской автономией руководил триумвират, состоящий из Абу Абд Алья аль Субаиди, визиря Абу Муаммада Абд Алья бен Марьяма и кади Исмаила ибн Аббада. Со временем Исмаил ибн Аббад сосредоточил власть в своих руках, которую он и передал своему сыну Аббаду I.

### Аббад I (1023—1042)
Тайфа Севилья стала независимой после того, как 1 октября 1023 года Аббад I запретил въезд в город свергнутого кордовского халифа Аль-Касима аль-Мамуна, а в декабре провозгласил независимость от Кордовы. Ради этого Аббад I пошёл на хитрость он нашел ремесленника, похожего на погибшего Хишама II, и выдал его за этого халифа.
Мнимый халиф был признан правителями Кармоны, Валенсии, Дении и Тортосы. После того как в городе Кордова в 1031 году была свергнута монархия и была основана тайфа Кордова, Севилья получила повод для борьбы с другими тайфами, в войне с которыми и прошло все правление Аббада.

### Аббад II аль-Мутадид (1043—1069)

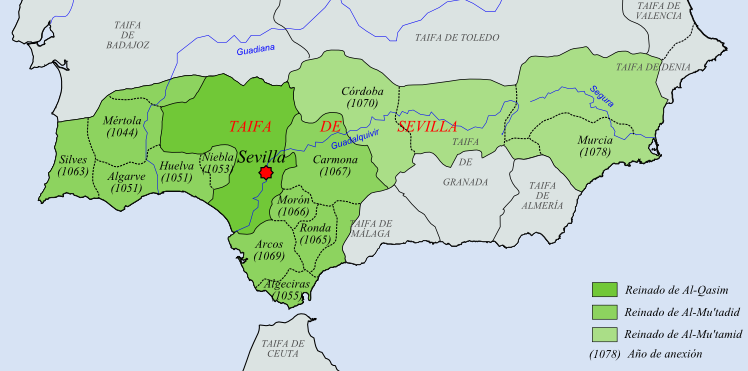
Рост тайфы Севилья в XI веке

После смерти в 1042 году Аббаса I власть перешла к его сыну Аббаду аль-Мутадиду, который для укрепления своей власти вступил в брак с дочерью эмира тайфы Дения.
В течение своего правления аль-Мутадид продолжил борьбу начатую его отцом против тайф Кармона и Мертола. В его правление были присоединены тайфы Мертола (1044), Уэльва (1051), Альгарви (1051), Ньебла (1053) и Альхесирас (1055). В 1060 году он объявил о том, что Хишама II умер, назначив его своим преемником в Ал-Андалусе. Но желание захватить Кордову оказалось роковым. Его сын Исмаил, несогласный с этим, организовал неудачный заговор против своего отца. Аль-Мутадид казнил наследника. И хотя в дальнейшем были присоединены тайфы Сильвес (1063), Ронда (1065), Морон (1066), Кармона (1067) и Аркос (1069) — это стало началом конца. После внезапного похода короля Кастилии Фердинанда I он оказался обязан выплачивать дань Кастилии.

### Аль-Мутамид ибн Аббад (1069—1091)
В правление Аль-Мутамида ибн Аббада были присоединены Кордова в 1070 и Мурсия в 1078 году.
Аль-Мутамид попробовал прекратить выплату дани кастильцам. Это привело к взятию в 1085 году христианами Толедо. Аль-Мутамид призвал на помощь Альморавидов, разбивших войска христиан и в награду получившие Альхесирас. В 1090 году Альморавиды, видя слабость мусульманских государств Пиренейского полуострова, начали захват тайф Аль-Андалуса. В 1091 году пала Севилья, а её правителя Аль-Мутамида сослали в Магриб.